# 西森英行
西森 英行（にしもり ひでゆき、1977年10月15日 - ）は、日本の脚本家・演出家・構成作家である。劇団 『InnocentSphere』旗揚げメンバー。

## 人物
1997年（平成9年）劇団 「InnocentSphere」を創立。以降、演出家・脚本家として活動。ダイナミックな物語創りと繊細な心理描写を得意とし、シチュエーションドラマから壮大な群像劇まで、幅広い物語作りの技巧には定評がある。2003でパルテノン多摩小劇場フェスティバルの最優秀賞・ベストスタッフワーク賞・ベストフォトジェニック賞を受賞。
作品では社会的なテーマを扱う。
劇団外でも、2009年頃からはアニメやゲーム原作の舞台化に伴う脚本、演出、脚色、TVドラマやアニメの脚本、ラジオの構成、歌舞伎作品の演出なども手がけ活動している。2022年の歌舞伎座 十月大歌舞伎で演出を務めた 「荒川十太夫」は令和4年度（第77回）文化庁芸術祭・演劇部門・優秀賞受賞。

### 資格
- 中学校・高等学校教諭第一種免許（国語）
- 高等学校教諭第一種免許（地理歴史）

## 舞台

### 脚本・演出
- 1997年〜 InnocentSphere全公演
- ミュージカル「Fate/Zero ～The Sword of Promised Victory～」（2025年）
- ミュージカル「憂国のモリアーティ」コンサート（構成・演出）（2024年）
- ミュージカル「憂国のモリアーティOp.5 最後の事件」（2023年）
- ミュージカル「憂国のモリアーティOp.4 犯人は二人」（2023年）
- 「PERSONA5 the Stage #4 FINAL」（脚本・総合監修）（2022年）
- 音楽劇「刻」（2022年）
- 「PERSONA5 The Stage #3」（2021年）
- ミュージカル「憂国のモリアーティOp.3 ホワイトチャペルの亡霊」（2021年）
- 「サイレント・ヴォイス」（配信）（2021年）
- 「フェイス」（2021年）
- 「ひめ・ごと」（2021年）
- 「PERSONA5 the Stage #2」（2020年）
- ミュージカル「憂国のモリアーティOp.2 大英帝国の醜聞」（2020年）
- 「フェイス」（2020年）（ネット配信）
- 「サイレントヴォイス」（2020年）
- 「PERSONA5 The Stage」（2019）
- ミュージカル「憂国のモリアーティ」（2019年）
- 「ダンガンロンパ3 THE STAGE 2018 ～The End of 希望ヶ峰学園～」（2018年）
- 「うつろのまこと ー近松浄瑠璃久遠道行」（2018年）
- 「フェイス」（伊藤裕一・坂元健児 出演）（2017年）
- 「遙かなる時空の中で6 幻燈ロンド」（2017年）
- オムニバスリーディング公演「僕等の図書室 特別授業」脚本(1作品)、演出
- 「遙かなる時空の中で5 風花記」（2016年）
- 「下天の華 夢灯り」（2016年）
- 東宝×30-DELUX「マホロバ」（2014年）
- BB団「渾沌鶏〜マロカレタルトリ」（2010年）
- 島谷ひとみ「EDGE LIVE」（2010年）
- 浅草六区六芸神まつり「真夏のロックフェス」（2008年）
- 「レコンキスタ～Reconquista～」（2006年）
- 30-DELUX 「マホロバ」（2004年）

### 演出
- 演劇女子部「ビヨスパイ〜消えたアタッシュケース〜」（2023年）
- 「遙かなる時空の中で3 Ultimate」（2023年）
- ミュージカル「ロミオの青い空」（2022年）
- 「遙かなる時空の中で3 十六夜記」（2021年）
- 「楽屋 ―流れ去るものはやがてなつかしきー」（2021年）
- 「楽屋 ―流れ去るものはやがてなつかしきー」（2020年）
- 「遙かなる時空の中で3」（2018年）
- 演劇女子部「タイムリピート～永遠に君を想う～」（主演：Juice=Juice）（2018年）
- Messiah メサイア -月詠乃刻- （2018年）
- Messiah メサイア -悠久乃刻- （2017年）
- Messiah メサイア -暁乃刻- （2017年）
- 「インフェルノ」（2016年）
- 「続・11人いる! 東の地平・西の永遠」（主演：モーニング娘。'16）（2016年）
- 「恋するハローキティ感謝祭」（構成・演出）（主演：Juice=Juice）（2015年）
- Messiah メサイア -鋼ノ章-（2015年）
- Messiah メサイア -翡翠ノ章-（2015年）
- ハロプロ演劇女子部ミュージカル「恋するハローキティ」（主演：Juice=Juice）（2014年）
- KADOKAWA・ぴあ・BS-TBS主催「華アワセ」（2014年）
- 30-DELUX「デスティニー」（2013年）
- 早乙女太一新春公演「龍と牡丹2012」
- bambooプロデュース「ビリガキ」（2010年）
- よしもと神保町花月「ボクノカラダ」（2009年）
- 「天使からのメール」（2009年）
- 「デュエル・マスターズ」(ステージ構成)（2009年）

### 脚本
- リーディングドラマ「フェイス」（2024年）
- リーディングミュージカル『BEASTARS』（脚本・作詞）（2024年）
- 『サイレントヴォイス』（2024年）
- ミュージカル『Bats in the Belfry』（2024年）
- 「HIGH CARD the STAGE – CRACK A HAND」（2024年）
- 「僕のヒーローアカデミア」 The”Ultra”Stage 最高のヒーロー（2023年）
- 「僕のヒーローアカデミア」 The”Ultra”Stage 平和の象徴（2022年）
- 「僕のヒーローアカデミア」 The”Ultra”Stage 本物の英雄　PLUS ULTRA ver.（2021年）
- 「僕のヒーローアカデミア」 The “Ultra” Stage 本物の英雄（ヒーロー）（2020年）
- 演劇女子部「遙かなる時空の中で6 外伝 〜黄昏ノ仮面〜」（中島庸介と共同）[9]（2019年）
- 「僕のヒーローアカデミア」The “Ultra” Stage（2019年）
- 「一人芝居ミュージカル短編集vol.3」（2017年）
- 30-DELUX「新版 国性爺合戦」（主演：佐藤アツヒロ）（2016年）
- 「遙かなる時空の中で6」（2015年）
- 「新版 義経千本桜」（主演：水夏希）（2015年）
- 柳家三三で北村薫「朧夜の底」「六月の花嫁」「夜の蝉」（2012年）
- 宮本亜門演出「ISAMU」(リーディング脚本)（2011年）
- 柳家三三で北村薫「空飛ぶ馬」「砂糖合戦」（2011年）

### 脚色・演出
- 舞台「HELI-X〜スパイラル・ラビリンス〜」（2023年6月）
- 舞台「HELI-X III」（2022年6月）
- 舞台「HELI-X II～アンモナイトシンドローム」（2021年10月7日 - 17日、紀伊國屋サザンシアター TAKASHIMAYA）
- 舞台「HELI-X」（2020年12月3日 - 9日、紀伊國屋サザンシアター TAKASHIMAYA / 12月12日 - 13日、大阪メルパルクホール）
- Messiah メサイア -黎明乃刻-（2019年）
- Messiah Twilight メサイアトワイライト -黄昏の荒野-（2019年）
- 「遙かなる時空の中で6」（2015年）

### 歌舞伎
- 歌舞伎座　壽 初春大歌舞伎「荒川十太夫」演出（2024）
- 歌舞伎座　十二月大歌舞伎「俵星玄蕃」演出（2023）
- 歌舞伎座　十月大歌舞伎 「荒川十太夫」演出（2022）

## テレビ・映画

### 脚本
- ＮＨＫ　Ｅテレ「ロジーとパシーのあそびみ～つけた」（2019年）
- 映画「Messiah メサイア -幻夜乃刻-」脚本協力（2018年）
- モーニング娘。’17 DVD MAGAZIN ドラマ「拝啓、ハル先輩！」（2017年）
- NHKEテレ「ふるカフェ系 ハルさんの休日」（主演：渡部豪太）（2015年）
- 「水曜ミステリー9 黒星警部の密室捜査」（主演：陣内孝則）（2015年）
- 「The Partner 〜愛しき百年の友へ〜」（TBSスペシャルドラマ）脚本協力・完成版（2013年）※ベトナム映画祭グランプリ受賞
- 「サイコダイブ」（フジテレビ）脚本協力（2011年）
- 「交渉人〜THE NEGOTIATOR〜」第2シリーズ 第6話（テレビ朝日、主演：米倉涼子）（2009年）
- 映画「劇場版デュエル・マスターズ 黒月の神帝」（全国東宝系）（2009年）
- アニメ「デュエル・マスターズ クロス」シリーズ脚本 （テレビ東京 ）（2009年）

## ラジオ
- NHK-FM「ラジオ歌舞伎 胸キュンナイト」構成・脚本（2016年）※NHK編成局長特賞受賞
- NHK-FM「NHK-FM「中村隼人の邦楽ジョッキー」構成（2015年〜）
- NHK-FM「中村壱太郎の邦楽ジョッキー」構成（2012年〜2015年）
- J-WAVE「RADIPEDIA」ポーター（2011年）
- TBSラジオ「下村健一の眼のツケドコロ」沖縄教科書問題（2007年）
- 調布FMラジオドラマ「The River」（2006年）
- TBSラジオ「下村健一の眼のツケドコロ」演劇と教育（2005年）

## Innocent Sphere[1]
- 『大悲』紀伊国屋サザンシアター TAKASHIMAYA（2019）
- 『”4×4=0”//re-edit』（2017）
- 『悪党』（2016）
- 『セイレン』（2015）
- 『刻印』（2015）
- 『ミライキ』（2014）
- 『ディス・ワンダーランド』（2013）
- 『獅子吼-シンハナーダ』（2011）
- 『23 分後』（2011）
- 『4×4=0』（2010）
- 『ヒ・ト・ミ』（2009）
- 『ゲニウスロキ』（2009）
- 『渾沌鶏 マロカレタルトリ』（2008）
- 『ハリジャン』（2008）
- 『獅子吼~シンハナーダ~』（2007）
- 『リュケイオン』（2007）
- 『ミライキ』（2006）
- 『ZION~目覚めよと呼ぶ声が聞こえ~』（2005）
- 『HELL FIGHTER』（2005）
- 『Klistan Manas』（2004）
- 『地霊-ゲニウスロキ-』（2003）
- 『渾沌鶏 マロカレタルトリ-EXILE’03-』（2003）
- 『Exile- 鬼若奇譚-』（2002）
- 『QUO VADIS』（2002）
- 『BOLERO~ cry for the babylon ~』（2001）
- 『OUROBOROS』（2001）
- 『ZION~目覚めよと呼ぶ声が聞こえ~』（2000）
- 『EDEN』（2000）
- 『GENESIS』（1999）
- 『修羅』（1999）
- 『Exile -鬼若奇譚-』（1998）
- 『phantom』（1998）
- 『pray』（1997）
- 『STAY』（1997）
- 『MISTRAL』（1997）